# 墨脱四须鲃
墨脱四须鲃（学名：Barbodes hexagonlepis）为鲤科四须鲃属的鱼类，俗名绿鳞鱼。主要分布于印度以及龙川江、大盈江等。该物种的模式产地在印度阿萨姆。